# Jakobsenknatten
Der Jakobsenknatten (norwegisch) ist ein Felsvorsprung in der Heimefrontfjella des ostantarktischen Königin-Maud-Lands. Er ragt im nördlichen Teil der XU-Fjella auf.
Wissenschaftler des Norwegischen Polarinstituts benannten ihn 1985 nach dem Journalisten Sigurd Jakobsen (* 1910), einem Anführer der Widerstandsbewegung gegen die deutsche Besatzung Norwegens im Zweiten Weltkrieg.